# Herbert Bönnen
Herbert Bönnen (* 21. August 1942 in Leverkusen) ist ein ehemaliger deutscher Fußballspieler. In der Saison 1965/66 hat der Mittelfeld- und Abwehrspieler beim 1. FC Köln in der Fußball-Bundesliga fünf Ligaspiele absolviert und ein Tor erzielt.

## Leben
Geboren und aufgewachsen ist Bönnen in Leverkusen, nach dem Besuch der Volksschule erlernte er den Beruf des Drehers und fing 1952 in der Jugendabteilung des VfL Leverkusen mit dem Fußball an. Eine Saison, 1954/55, verbrachte er bei Bayer 04, die übrigen Jahre bis einschließlich dem ersten Jahr im Seniorenbereich, 1960/61, bei seinem Heimatverein, den grün-weiß-roten des VfL Leverkusen. Ab Sommer 1961 spielte Bönnen dann beim Aufsteiger in die Verbandsliga Mittelrhein, den SV Schlebusch, mit dem er nach zwei 3. Plätzen in der Saison 1963/64 Mittelrheinmeister wurde und bei den Aufstiegsspielen zur zweitklassigen Fußball-Regionalliga West gegen den Homberger SpV und Eintracht Gelsenkirchen auf sich aufmerksam machte. Daraufhin wechselte der damals 22-Jährige im Sommer 1964 zum ersten Meister der Bundesliga, zum 1. FC Köln. Vorausgegangen war aber die Ungültigkeit eines unterschriebenen Vertrages bei Fortuna Düsseldorf und seine Absage zu einem Vertragsangebot von Bayer Leverkusen.
Beim amtierenden deutschen Meister zog er sich aber bei einem Freundschaftsspiel am 29. September 1964 eine schwere Verletzung zu, so dass er in seinem ersten Jahr bei den „Geißböcken“ zu keinem Pflichtspieleinsatz kam. Die Konkurrenz im Kader von Trainer Georg Knöpfle war durch Spieler wie Helmut Benthaus, Matthias Hemmersbach, Hans Sturm und Wolfgang Weber so hochkarätig, dass es auch ohne Verletzung äußerst schwer gefallen wäre, ins Team zu kommen.
Erst in seinem zweiten Jahr bei den Geißböcken, 1965/66, wurde er am 23. Oktober 1965, am 10. Spieltag der Saison, beim 4:2-Heimsieg gegen Borussia Neunkirchen erstmals eingesetzt. Über volle 90 Minuten stand er in dieser Begegnung auf dem Platz und erzielte sogar das 2:0. Er bildete dabei vor Torhüter Fritz Ewert mit Fritz Pott, Hemmersbach, Sturm und Weber die FC-Defensive. Es folgten noch vier Einsätze in der Bundesliga gegen den 1. FC Nürnberg (0:2), Hannover 96 (1:1), 1. FC Kaiserslautern (3:2) und dem neuen Lokalrivalen Borussia Mönchengladbach (2:2). Zusätzlich war er im Oktober 1965 noch im Messepokal beim Auswärtsspiel gegen Aris Saloniki (1:2) und im DFB-Pokal am 22. Januar 1966 bei einem enttäuschenden Heimremis von 1:1 nach Verlängerung gegen Tasmania 1900 Berlin im Einsatz für den FC gewesen.
Zur Saison 1966/67 wechselte er gemeinsam mit Fritz Ewert in die Niederlande zu AZ Alkmaar. Ein Jahr später zu NEC Nijmegen und fand dort sein sportliches Glück. In Nijmegen spielte er bis 1972, ehe er 1972/73 noch eine Runde bei Roda JC Kerkrade verbrachte, durch eine schwere Knieverletzung aber zur Aufgabe seiner Spielerkarriere gezwungen wurde.
Bönnen arbeitete nach der Spielerkarriere zuerst als Jugend- und dann als Assistenztrainer bis 1977 in Kerkrade. Bönnen hatte 1975 an der Sporthochschule in Köln die Ausbildung zum Fußball-Lehrer an der Seite von Lehrgangskollegen wie Egon Coordes, Rudolf Schafstall und Hans-Dieter Tippenhauer durchlaufen. Die letzte Trainerstation verbrachte er in Belgien bei VV Patro Eisden.

## Vereine
- bis 1961 VfL Leverkusen
- 1961 bis 1964 SV Schlebusch
- 1964 bis 1966 1. FC Köln
- 1966 bis 1967 AZ Alkmaar
- 1967 bis 1972 NEC Nijmegen
- 1972 bis 1973 Roda JC Kerkrade